# Auger de Balben

Auger de Balben

Wappen des Großmeisters

Auger de Balben (auch Otogerius, Augerius Balbensis, Rogerus Balben) († 1162 in Jerusalem) war der dritte Großmeister des Johanniterordens.
Nach dem Tod des Großmeisters Raymond du Puy wurde Auger zu dessen Nachfolger gewählt. Er stammte vermutlich wie sein Vorgänger aus der Provence.
Auger trug erfolgreich zum Frieden von Kirche und Staat bei, indem er die Kirche von Palästina vereinte und Papst Alexander III. gegen Gegenpapst Viktor IV. (Oktavian) unterstützte. Nach König Balduins III. Tod im Jahr 1162 verhinderte er mit seiner diplomatischen Intervention einen Bürgerkrieg, als dessen Bruder Amalrich I. den Thron bestieg.
Unter seiner und seiner beiden Nachfolger Herrschaft erfolgte die Gründung von Niederlassungen des Ordens in Spanien.
Er starb 1162 in Jerusalem und wurde dort begraben. Sein Nachfolger wurde Arnaud de Comps.